# Terafín

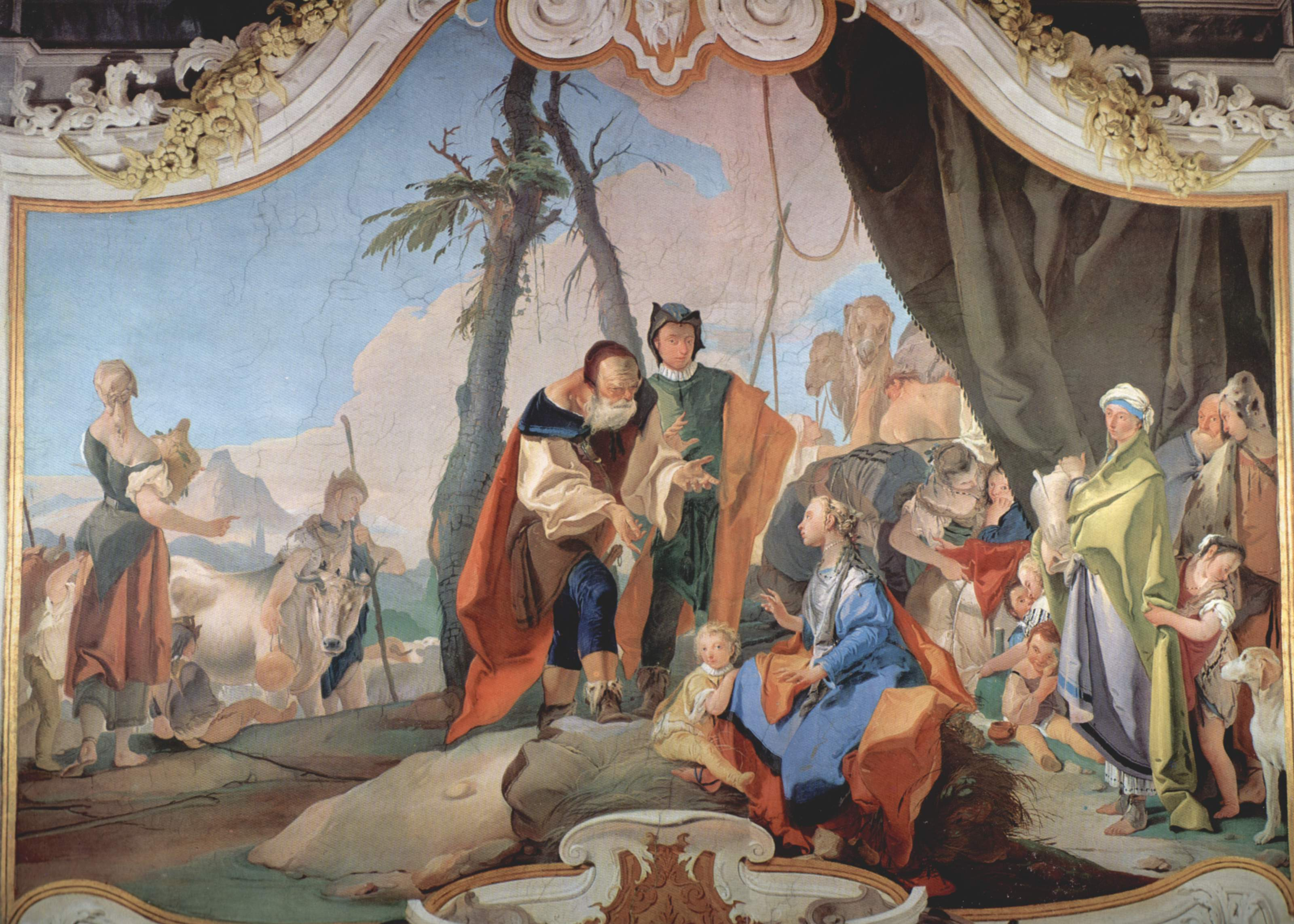
Fresco de Giovanni Battista Tiepolo representando a Raquel sentada sobre un terafín.

Terafín (en hebreo:  תרף teraph, plural: תרפים teraphim) es una palabra hebrea de la Biblia, que sólo se encuentra en plural y es de etimología incierta. A pesar de ser plural, terafín tiene, en ocasiones, el significado de un singular, usando el hebreo plural de excelencia.
La palabra terafín es explicada en la literatura rabínica clásica con un sentido de cosas vergonzosas o alusiones despectivas (aunque rechazada por los etimólogos actuales). En muchas traducciones de la Biblia en italiano se traduce como ídolos, o dios o dioses domésticos, aunque se desconoce con precisión su significado exacto. En el Antiguo Testamento se hace referencia al panteón de los dioses semíticos que datan del nomadismo de los hebreos, como así lo atestiguan las versiones griegas y su utilización en las Sagradas Escrituras.
Según Génesis 31, Raquel tomó los terafines que pertenecían a su padre Laban cuando su marido Jacob escapó. Los oculta en una albarda de la montura de su camello y se sienta sobre ellos cuando Labán los está buscando, y le dice que no puede levantarse porque está con la menstruación. De todo esto se deduce que eran pequeños, tal vez entre 30 y 35 mm., aunque también se tiene constancia de otros más grandes.
Este tipo de figurillas son las que se han encontrado en grandes cantidades en multitud de excavaciones en el Cercano Oriente, muchas de ellas desnudas, lo que podía indicar un amuleto con simbolismo de fertilidad, en otras, de buena suerte y en fin, para contestar simbólicamente a preguntas cuando se les pedía consejos. En determinados casos, se les consideraba como elementos de hechicería.
En las excavaciones arqueológicas entre 1925 y 1930 de Nuzi, en Mesopotamia, se descubrió mediante escritos en tablillas de arcilla en cuneiforme que la posesión de los terafines, en ciertas circunstancias, garantizaban a su poseedor el derecho a los bienes de su padre cuando éste muriera. Por eso probablemente, Labán tenía tanto interés en recuperarlos.